# Tarachomantis caldwelli
Tarachomantis caldwelli är en bönsyrseart som beskrevs av Bates 1863. Tarachomantis caldwelli ingår i släktet Tarachomantis och familjen Mantidae. Inga underarter finns listade i Catalogue of Life.